# Merycochoerus
Genre
Merycochoerus est un genre fossile d’herbivores terrestres de la famille des Merycoidodontidae, vivant en Amérique du Nord à l'Oligocène et au Miocène, entre −31 millions d’années et −16 millions d’années.

## Synonyme
- Paracotylops, Matthew 1901
- Superdesmatochoerus, Schultz and Falkenbach 1954

## Description
Animal ongulé ressemblant à un tapir.

## Occurrence
Au total, une cinquantaine de spécimens fossiles ont été découverts dans l'Ouest des États-Unis.

## Liste d'espèces
- Merycochoerus chelydra
- Merycochoerus elrodi
- Merycochoerus leidyi
- Merycochoerus madisonius
- Merycochoerus magnus
- Merycochoerus matthewi
- Merycochoerus pinensis
- Merycochoerus proprius
- Merycochoerus vantasselensis